# Dagny Mordt
Dagny Mordt (april 1859-1952) was een Noors zangeres, contra-alt.

## Achtergrond
Dagny Birgitte Mordt werd geboren als een van de acht kinderen binnen het gezin van Ole Peter Mordt en Caroline Frederikke Petersen. Zij trouwde op 14 november 1883 met violist Halfdan Rolland en vertrok naar de Verenigde Staten. Waren ze eerst nog gevestigd in Washington, later vestigden ze zich als zang- en pianolerares in Aurora (New York) en Jacksonville (Florida). Ze ligt aldaar in Duval begraven op de Evergreen Cemetery, samen met haar dochter Louise Zabriscia Rolland.

## Muziek
Ze kreeg in 1878 een studiebeurs. Ze kreeg zanglessen van Mathilde Marchesi. Haar zangdebuut maakte ze in mei 1880. In dat jaar kondigde zo ook aan dat ze les ging geven.
Een concert:
- 23 april 1881: in de concertzaal van Brødrene Hals zong ze twee aria’s van Georg Friedrich Händel en een van Gioachino Rossini met Agathe Backer-Grøndahl achter de piano;
- 22 oktober 1882: in Oslo met Karin Ølstad en een jongerenkoor
- november 1882: hoofdrol in opera Le cheval de bronze (Bronceheften) van Daniel Auber en Eugène Scribe in Christiania Theater